# Coral Touristik
Die Coral Touristik GmbH ist ein Reiseveranstalter mit Sitz in Düsseldorf. Das Unternehmen gehört zum internationalen Reisekonzern Coral Travel Group, dessen Muttergesellschaft ihren Hauptsitz in Antalya hat. 

## Geschichte und Unternehmensstruktur
Das Unternehmen wurde 2004 von TUI Leisure Travel als Ferien Touristik GmbH in Düsseldorf gegründet  und einige Jahre später an das deutsche Medienunternehmen Media Venture GmbH veräußert.
Die Übernahme der Ferien Touristik GmbH durch die Coral Travel Group, ehem. OTI Holding, im Jahr 2017 zog einen Namenswechsel des Unternehmens mit sich – am 30. Januar 2023 wurde sie umbenannt zur Coral Touristik GmbH. Durch die Umfirmierung änderte sich der Unternehmensname, jedoch blieb Ferien Touristik als Marke bestehen und wurde ergänzt durch die Marke Coral Travel.
2023 gründete das Unternehmen in der Schweiz der Reiseveranstalter Coral Travel. Ein gleichnamiger Reiseveranstalter in Österreich wurde 2024 gegründet.
Nach der Insolvenz des Konkurrenten FTI Touristik im Juni 2024 wurden Mitarbeiter des Reiseveranstalters übernommen.